# أقحوان قرمزي
الأقحوان القرمزي هو نوع نباتي ينتمي إلى جنس الأقحوان من الفصيلة النجمية. يشتهر هذا النبات باحتوائه على مادة البيريثرويد.

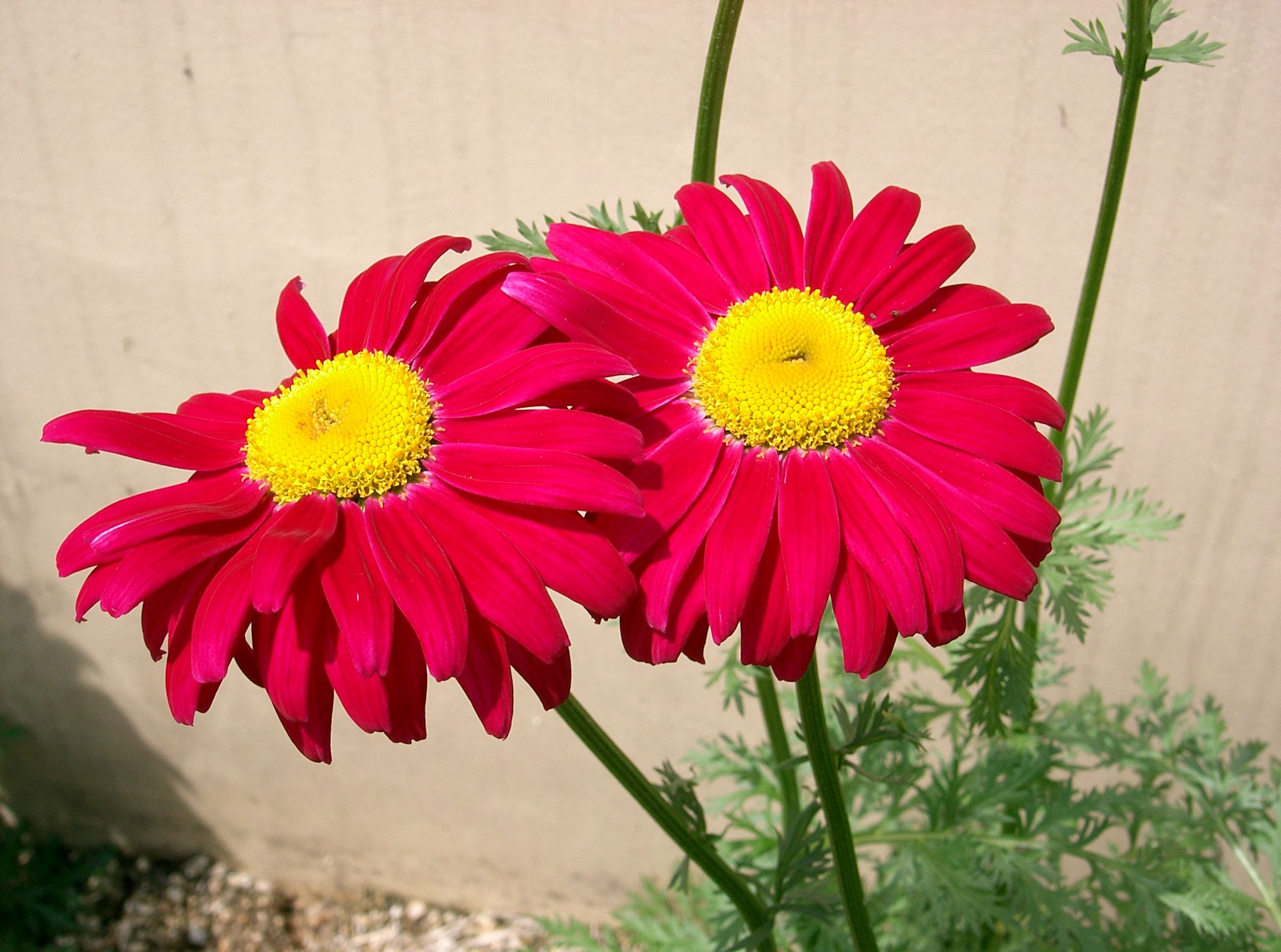
زهرتا أقحوان قرمزي